# Bae Jae-woo
Đây là một tên người Triều Tiên, họ là Bae.
Bae Jae-woo (sinh ngày 17 tháng 5 năm 1993) là một cầu thủ bóng đá Hàn Quốc thi đấu cho Jeju United.